# انتخابات الرئاسة الرومانية 1974
انتخابات الرئاسة الرومانية 1974 هي الانتخابات الرئاسية التي جرت في 1974، في رومانيا، فاز بالانتخابات نيكولاي تشاوتشيسكو.